# Signatura (firma)
Se llama signatura al acto de la firma de un documento importante así como a la firma propiamente dicha que se estampa en él. 

Signo real de Ramiro II. Alfa, cruz y omega.

Hasta el siglo XIII d. C. no suelen llevar los documentos reales clara firma del nombre de quien los otorga pues generalmente se representa la firma con monogramas o simples signos, hechos por el secretario y aun en los demás documentos es raro hallar firmas propiamente dichas con anterioridad al siglo XII d. C.. El uso del monograma como firma empezó en la época de Carlomagno o poco antes y no cesó del todo hasta mediados del siglo XIV d. C. en que ya se halla de forma regular la firma autógrafa del Emperador o del Rey que manda hacer el documento. En España, se adoptó la firma autógrafa de los reyes desde Sancho IV (1284). En las actas notariales se ponía siempre la firma autógrafa del notario desde mucho antes. Pero siempre en forma sencilla hasta el siglo XIII d. C. en que la secularización del cargo del notario trajo mayor ampulosidad a la firma y el signo. No faltan diplomas auténticos de aquellos siglos a pesar de que llevan la firma trazada mucho tiempo después de la muerte de quien autorizó el documento y no es raro en documentos reales hallar varias signaturas de reyes sucesivos, debidas a que los posteriores confirmaban la concesión hecha por el antecesor poniendo la firma en el mismo despacho regio.

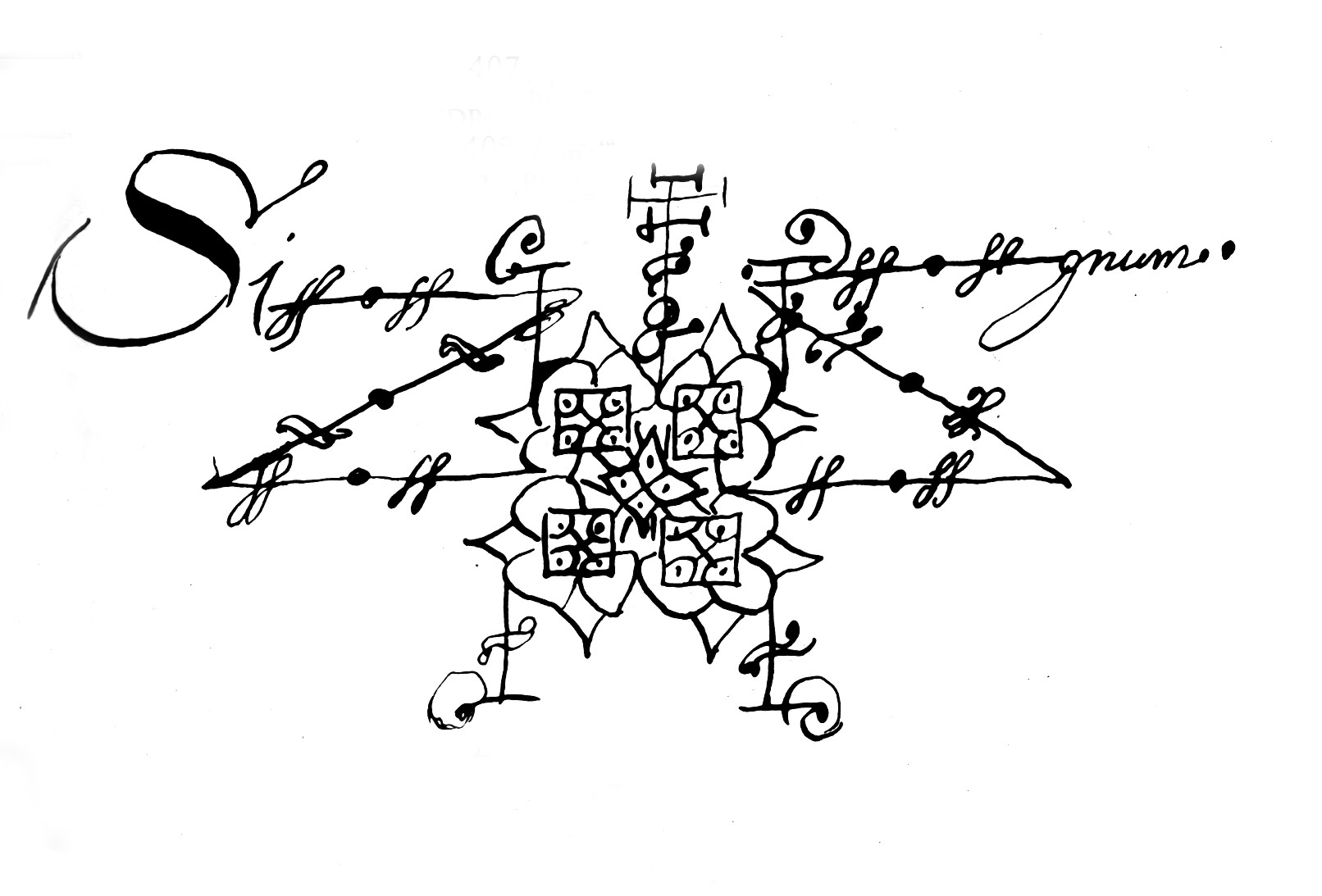
Firma de notario español en un manuscrito

A la firma, real o representativa, acompañaban en los diplomas solemnes, un dibujo caprichoso y variable, ejecutado a pluma como las actuales rúbricas de los notarios. Dicho dibujo tomó en la segunda mitad del siglo XII d. C. la forma de signo rodado, muy usada por los obispos y reyes de Castilla y Portugal hasta finales del siglo XV d. C. y que, sin duda, se copió de las bulas pontificias. En los documentos de Alfonso X, empezaron a iluminarse dichos signos con variados colores y en los de Pedro I tomaron proporciones colosales, llegando a exceder su diámetro en documentos solemnes hasta los veinte centímetros.
Terminada la redacción del documento se autoriza con el sello correspondiente de cuyo examen se ocupa la Esfragística.
- Datos: Q6128196